# Mathias Jung
Pour les articles homonymes, voir Jung.
Mathias Jung, né le 17 décembre 1958 à Trusetal, est un  biathlète est-allemand. Il est médaillé d'argent du relais aux Jeux olympiques d'hiver de 1980.

## Biographie
Il remporte quatre médailles aux Championnats du monde junior dont deux en or en relais et deux en argent à l'individuel (1978 et 1979).
Aux Jeux olympiques d'hiver de 1980, il remporte la médaille d'argent du relais avec Frank Ullrich, Klaus Siebert et Eberhard Rösch. Cet hiver, il monte sur deux podiums individuels en Coupe du monde.
En 1981 et 1982, il remporte le titre mondial en relais. En 1983, il est vice-champion du monde de relais.

## Palmarès

### Jeux olympiques d'hiver
| Épreuve / Édition   | Individuel | Sprint | Relais |
| ------------------- | ---------- | ------ | ------ |
| JO 1980 Lake Placid | -          | 21e    | Argent |

### Championnats du monde
- Championnats du monde 1981 à Lahti :
  -  Médaille d'or en relais 4 × 7,5 km.
- Championnats du monde 1982 à Minsk :
  -  Médaille d'or en relais 4 × 7,5 km.
- Championnats du monde 1983 à Antholz :
  -  Médaille d'argent en relais 4 × 7,5 km.

### Coupe du monde
- 2 podiums individuels : 2 deuxièmes places.
- 9 victoires en relais.